# Anna Moffo

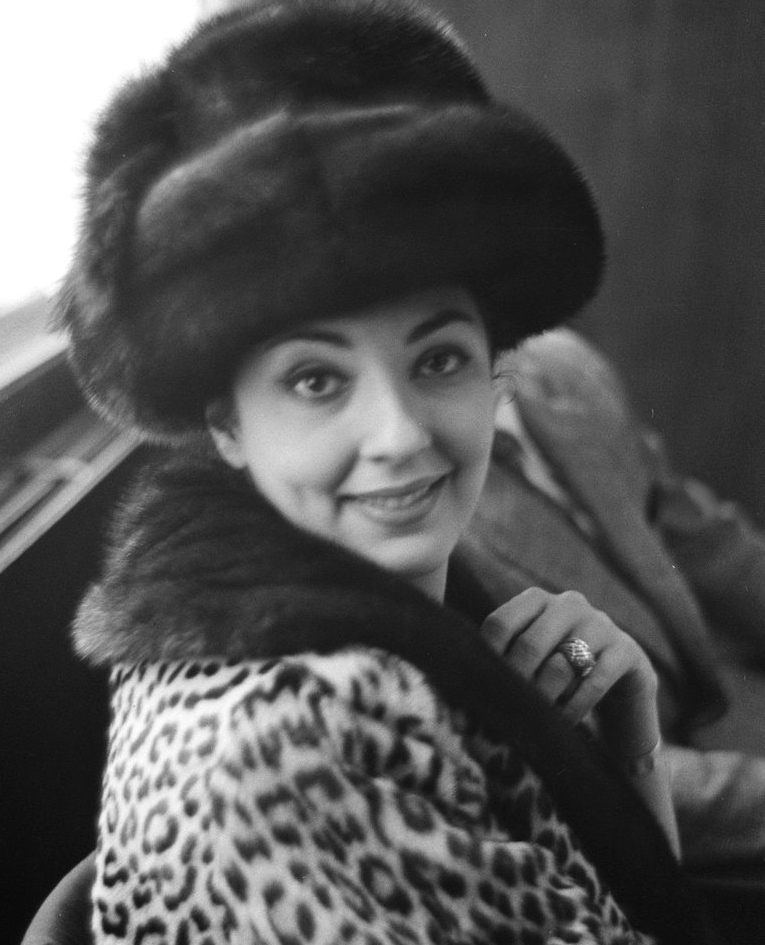
Anna Moffo 1962

Anna Moffo (* 27. Juni 1932 in Wayne oder Philadelphia, Pennsylvania; † 9. März 2006 in New York City, New York) war eine US-amerikanische Opernsängerin (lyrischer Sopran) und Schauspielerin.

## Leben
Anna Moffo war die Tochter des italo-amerikanischen Schuhmachers Nicolas Moffo und seiner Frau Regina (Cinti). Daneben trat sie auch als Sängerin in Liederabenden, auf Hochzeiten, Beerdigungen und in Chören auf. Nach Angaben von Moffo wollten ihre Eltern, dass sie nach ihrem Schulabschluss katholische Nonne werde. Stattdessen gewann sie einen Freiplatz für eine vierjährige Ausbildung am Curtis Institute of Music in Philadelphia, nachdem sie die einzige Opernarie gesungen hatte, die sie kannte: „Un bel di vedremo“ aus Puccinis Madama Butterfly. Sie studierte dort zunächst Literaturgeschichte und Musik und kam 1953 zum Abschluss dieser Ausbildung nach Italien. Dort studierte sie an der Universität Perugia.
1954 nahm sie an einem Sängerwettbewerb des Philadelphia Orchestra teil, den sie gewann. Ihr Preis war ein Fulbright-Stipendium, mit dem sie nach Rom zur Accademia Nazionale di Santa Cecilia ging, um die italienische Sprache und Gesang zu studieren. Während dieser Zeit gehörte sie der italienischen Damen-Hockey-Nationalmannschaft an.

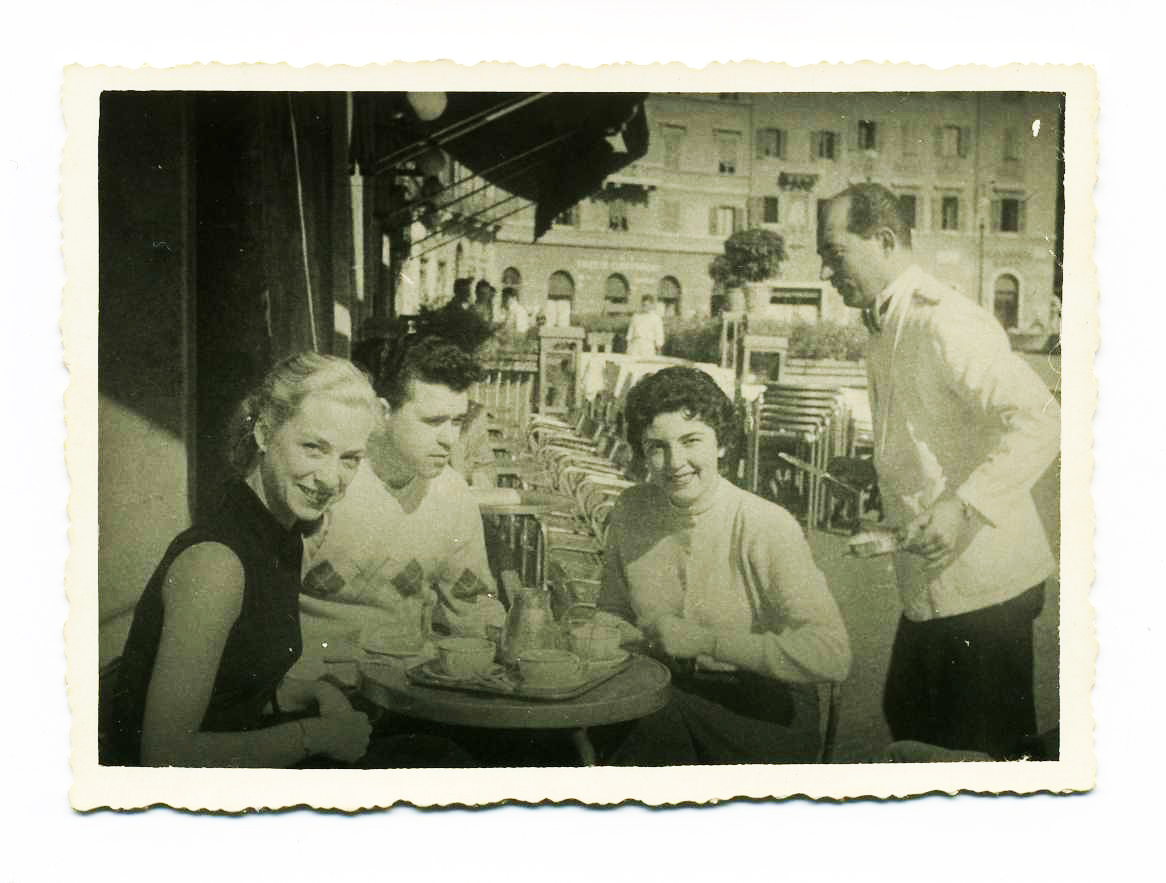
Anna Moffo (rechts) 1954 in Rom

1955 gab sie als Norina ihr Operndebüt in Donizettis Don Pasquale in Spoleto. Ihren Durchbruch erlangte sie im nächsten Jahr, als sie die Hauptrolle in Puccinis Madama Butterfly für eine Fernsehübertragung gab, bei der Mario Lanfranchi Regie führte. Zugleich war Lanfranchi auch ein Produzent für die Schallplattenfirma RCA Victor und beim italienischen Fernsehen RAI. Bereits im selben Jahr machte sie auch erste Aufnahmen bei RAI (Madama Butterfly, La sonnambula, La figlia del reggimento und Falstaff). Moffo und er heirateten im Jahr 1957. Sie beklagte sich jedoch später in einem Interview darüber, dass er sie in den ersten vier Jahren ihrer Karriere in jeweils durchschnittlich zwölf neuen Rollen  eingesetzt hatte.
1957 debütierte sie an der Mailänder Scala, am 10. August 1957 bei den Salzburger Festspielen sowie am 15. September 1957 an der Wiener Staatsoper als Nanetta in Verdis Falstaff unter der Leitung von Herbert von Karajan. An der Staatsoper trat sie auf als Gilda in Rigoletto, in der Titelrolle von Jules Massenets Manon, als Marguerite in Charles Gounods Faust, als Micaela in Georges Bizets Carmen, als Mimì in Giacomo Puccinis La Bohème sowie als Violetta in La traviata.
Ihr Debüt in den USA gab Moffo 1957 in La Bohème an der Lyric Opera of Chicago. Am 14. November 1959 erfolgte ihr erstes Engagement an der Metropolitan Opera in New York als Violetta in La Traviata, die eine ihrer wichtigsten Rollen werden sollte. Fast zwei Jahrzehnte blieb sie der Met treu und trat dort in 21 Partien auf, darunter Lucia, Gilda, Adina, Mimì, Liù, Marguerite, Nedda, Pamina, Juliette, Manon, Mélisande sowie die vier Frauen in Hoffmanns Erzählungen. Durch Überanstrengung der Stimme hatte sie Mitte der siebziger Jahre eine Stimmkrise, konnte aber 1976 ihre Karriere wieder aufnehmen. In diesem Jahr hatte sie auch ihren letzten regulären Auftritt an der Metropolitan Opera. Zuletzt sang sie dort 1983 bei einer Gala.
Besonderer Hervorhebung bedarf ihre Rolle als Violetta Valéry in La Traviata, über die Michael Parouty resümierte: „Eine Zeit lang gehörte es zum guten Ton, eine Anna Moffo mit Herablassung zu betrachten: Starfigur und Kinokarriere, sinnlicher, glamouröser Gesang und eine Theatralik, die ihre Nähe zu Hollywood verriet. Doch unleugbar ist sie eine gewandte und intelligente Darstellerin der Violetta, ihr hintertriebener Charme ist nicht ohne Reiz, und ihre Stimme hat etwas wahrhaft Strahlendes.“
1964 und 1967 hatte sie ihre eigene TV-Show in Italien, die „Anna Moffo Show“. Sie wirkte in einigen Spielfilmen mit sowie in Opern- und Operettenverfilmungen: La Traviata (1968), Lucia di Lammermoor (1971), Die Csárdásfürstin, Die schöne Galathée.
1972 wurde sie von Lanfranchi geschieden und heiratete 1974 den früheren RCA-Präsidenten und Chef des TV-Senders NBC Robert Sarnoff, der 1997 starb.

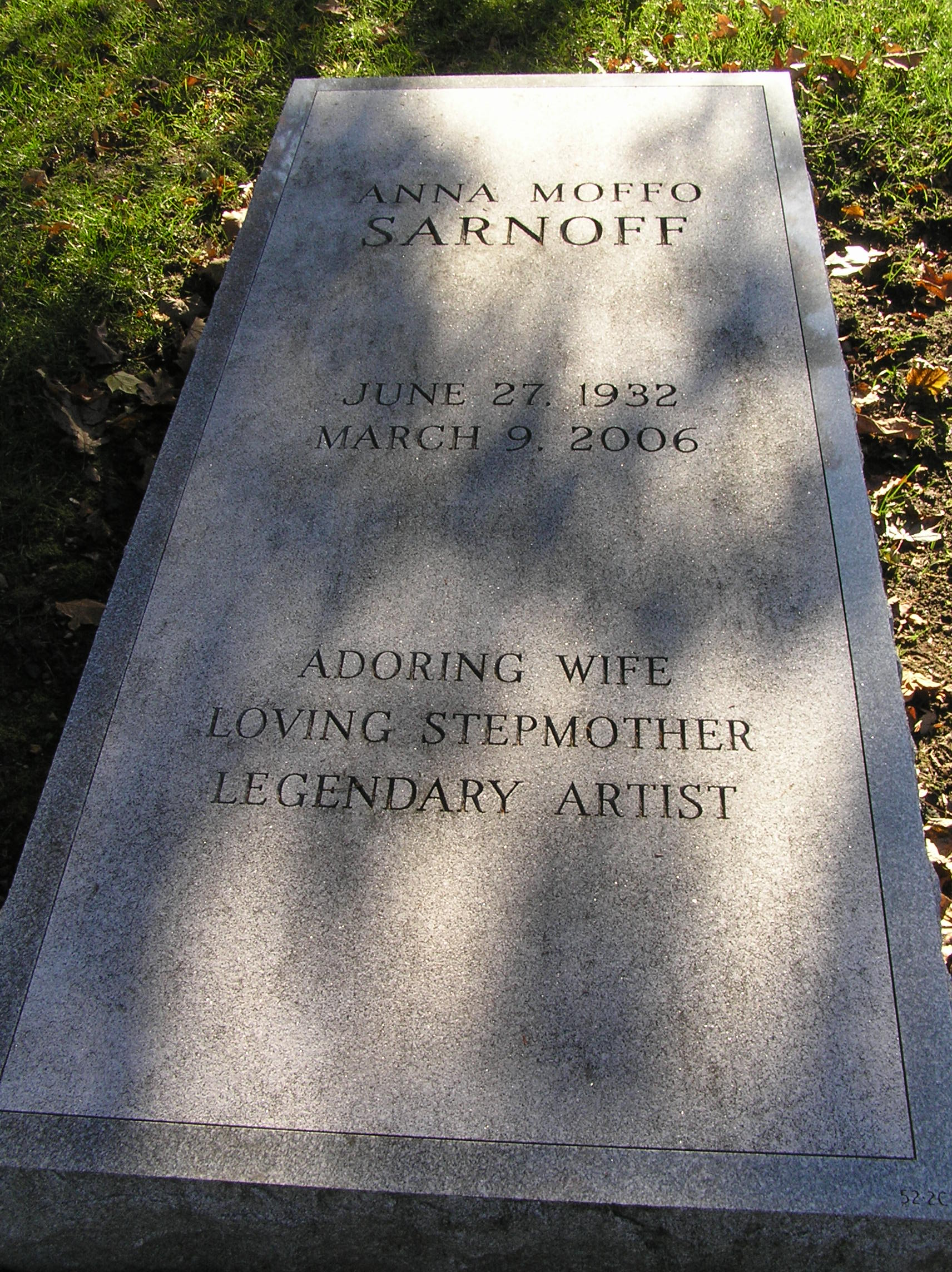
Grabstein von Anna Moffo Sarnoff in Kensico Cemetery, Valhalla, NY

Anna Moffo lebte zuletzt in Manhattan. Sie starb nach Angaben ihrer Stieftochter Rosita Sarnoff an einem Schlaganfall.

## Ausgewählte Diskografie
- 1956 – Verdi – Falstaff – Tito Gobbi, Rolando Panerai, Elisabeth Schwarzkopf, Nan Merriman, Fedora Barbieri, Anna Moffo, Luigi Alva – Philharmonia Orchestra and Chorus, Herbert von Karajan
- 1957 – Puccini – Madama Butterfly – Anna Moffo, Cesare Valletti, Rosalind Elias, Renato Cesari – Chor und Orchester der Römischen Oper, Erich Leinsdorf
- 1960 – Anna Moffo – Arias aus Faust, La bohème, Dinorah, Carmen, Semiramide, Turandot, Lakmé – Römisches Opernorchester, Tullio Serafin.
- 1960 – Verdi – La traviata – Anna Moffo, Richard Tucker, Robert Merrill – Römisches Opernorchester, Fernando Previtali.
- 1960 – Donizetti – La figlia del reggimento – Anna Moffo (Maria), Giuseppe Campora (Tonio), Giulio Fioravanti (Sulpizio), Jolanda Gardino (Berckenfield), Antonio Cassinelli, (Ortensio), Teodoro Rovetta (Un caporale), Tommaso Frascati (Un peaseano), Orchester und Chor der RAI Milano, Franco Mannino (Dirigent), Livemitschnitt vom 2. Dezember 1960 (Walhall)
- 1961 – Puccini – La bohème – Anna Moffo, Richard Tucker, Mary Costa, Robert Merrill, Giorgio Tozzi, Philip Maero – Römisches Opernorchester, Erich Leinsdorf.
- 1961 – Mozart – Le Nozze di Figaro – Giuseppe Taddei, Anna Moffo, Eberhard Wächter, Elisabeth Schwarzkopf, Fiorenza Cossotto – Philharmonia Orchestra and Chorus, Carlo Maria Giulini.
- 1962 – Pergolesi – La serva padrona – Anna Moffo, Paolo Montarsolo – Römisches Philharmonisches Orchester, Franco Ferrara.
- 1962 – Recital of Verdi Heroines – The RCA Italiana Opera Orchestra, Franco Ferrara.
- 1963 – Verdi – Rigoletto – Robert Merrill, Anna Moffo, Alfredo Kraus, Rosalind Elias, Ezio Flagello – The RCA Italiana Opera Chorus and Orchestra, Georg Solti.
- 1963 – Puccini – Manon Lescaut (Highlights) – Anna Moffo, Flaviano Labò, Robert Kerns – The RCA Italiana Opera Orchestra and Chorus, René Leibowitz.
- 1963 – Massenet – Manon (Highlights) – Anna Moffo, Giuseppe Di Stefano, Robert Kerns – The RCA Italiana Opera Orchestra and Chorus, René Leibowitz.
- 1964 – Canteloube: Songs of the Auvergne / Villa-Lobos: Bachianas Brasileiras / Rachmaninoff: Vocalise – Anna Moffo – American Symphony Orchestra, Leopold Stokowski.
- 1964 – Verdi – Luisa Miller – Anna Moffo, Carlo Bergonzi, Shirley Verrett, Cornell MacNeil, Giorgio Tozzi, Ezio Flagello – The RCA Italiana Opera Chorus and Orchestra, Fausto Cleva.
- 1965 – Gluck – Orfeo ed Euridice – Shirley Verrett, Anna Moffo, Judith Raskin – Polyphonic Chorus of Rome, I Virtuosi di Roma, Renato Fasano.
- 1965 – Donizetti – Lucia di Lammermoor – Anna Moffo, Carlo Bergonzi, Mario Sereni, Ezio Flagello – The RCA Italiana Opera Chorus and Orchestra, Georges Prêtre.
- 1966 – Puccini – La Rondine – Anna Moffo, Daniele Barioni, Graziella Sciutti, Piero de Palma, Mario Sereni – The RCA Italiana Opera Chorus and Orchestra, Francesco Molinari-Pradelli.
- 1970 – Bizet – Carmen – Anna Moffo, Franco Corelli, José van Dam – Orchester der Deutschen Oper Berlin, Lorin Maazel
- 1974 – Massenet – Thais – Anna Moffo, Gabriel Bacquier, José Carreras – Ambrosian Opera Chorus, New Philharmonia Orchestra, Julius Rudel.
- 1976 – Montemezzi – L’Amore dei tre re – Anna Moffo, Plácido Domingo, Pablo Elvira, Cesare Siepi – Ambrosian Opera Chorus, London Symphony Orchestra, Nello Santi.

## Filmografie
- 1956: La sonnambula (Fernsehfilm)
- 1960: Austerlitz – Glanz einer Kaiserkrone (Austerlitz)
- 1965: Menage all’italiana
- 1967: La Traviata
- 1969: Die Geliebte (Una storia di amore)
- 1970: Il divorzio
- 1970: Das Mädchen Julius (La ragazza di nome Giulio)
- 1970: Playboys und Abenteurer (The Adventurers)
- 1970: Solo-Konzert für eine Pistole (Concerto per pistola solista)
- 1971: Lucia di Lammermoor
- 1971: Die Czardasfürstin (Fernsehfilm)
- 1974: Die Schöne Helena (Fernsehfilm)